# فريدريك تشارلز بورتر
فريدريك تشارلز بورتر (بالإنجليزية: Frederick Charles Porter)‏ هو مستكشف أسترالي، ولد في 1832، وتوفي في 1869 في Walhalla, Victoria ‏ في أستراليا.